# Barwienie przyżyciowe
Barwienie przyżyciowe – barwienie żywych komórek, lub tkanek barwnikami, które nie są dla nich toksyczne. Barwienie to umożliwia badanie struktury żywych komórek oraz obserwację dynamicznych procesów w nich zachodzących, unikając zaburzeń spowodowanych śmiercią komórek i procesów po niej następujących. Barwienie przeżyciowe jest przydatne w technikach diagnostycznych i chirurgicznych w różnych specjalnościach medycznych. W przypadku barwienia pozażyciowego, żywe komórki są usuwane z organizmu, podczas gdy barwienie przyżyciowe odbywa się poprzez wstrzyknięcie lub wprowadzenie barwnika do organizmu. Termin „barwienie pozażyciowe” (ang. supravital staining) jest używany przez niektórych autorów w odniesieniu do barwienia przyżyciowego (ang. vital staining), a przez innych zamiennie z barwieniem przyżyciowym, przy czym podstawowym założeniem jest to, że badana komórka jest nadal żywa.
W bardziej ścisłym znaczeniu termin „barwienie przyżyciowe” ma znaczenie przeciwstawne do barwienia pozażyciowego. Podczas gdy w barwieniu pozażyciowym żywe komórki przejmują barwę – w „barwieniu przyżyciowym” – najbardziej akceptowanym, choć pozornie paradoksalnym znaczeniu tego terminu, żywe komórki wykluczają barwę, tj. barwią się ujemnie, a tylko martwe komórki barwią się pozytywnie, a zatem żywotność może być oceniana przez zliczenie odsetka wszystkich komórek, które wybarwiają się ujemnie.

## Barwniki przyżyciowe
- Eozyna
- Jodek propidyny
- Błękit trypanu
- Błękit metylenowy
- Erytrozyna
- 7-Aminoaktynomycyna D
- Zieleń Janusowa B – prosty barwnik używany w histologii[1].